# Golfbal

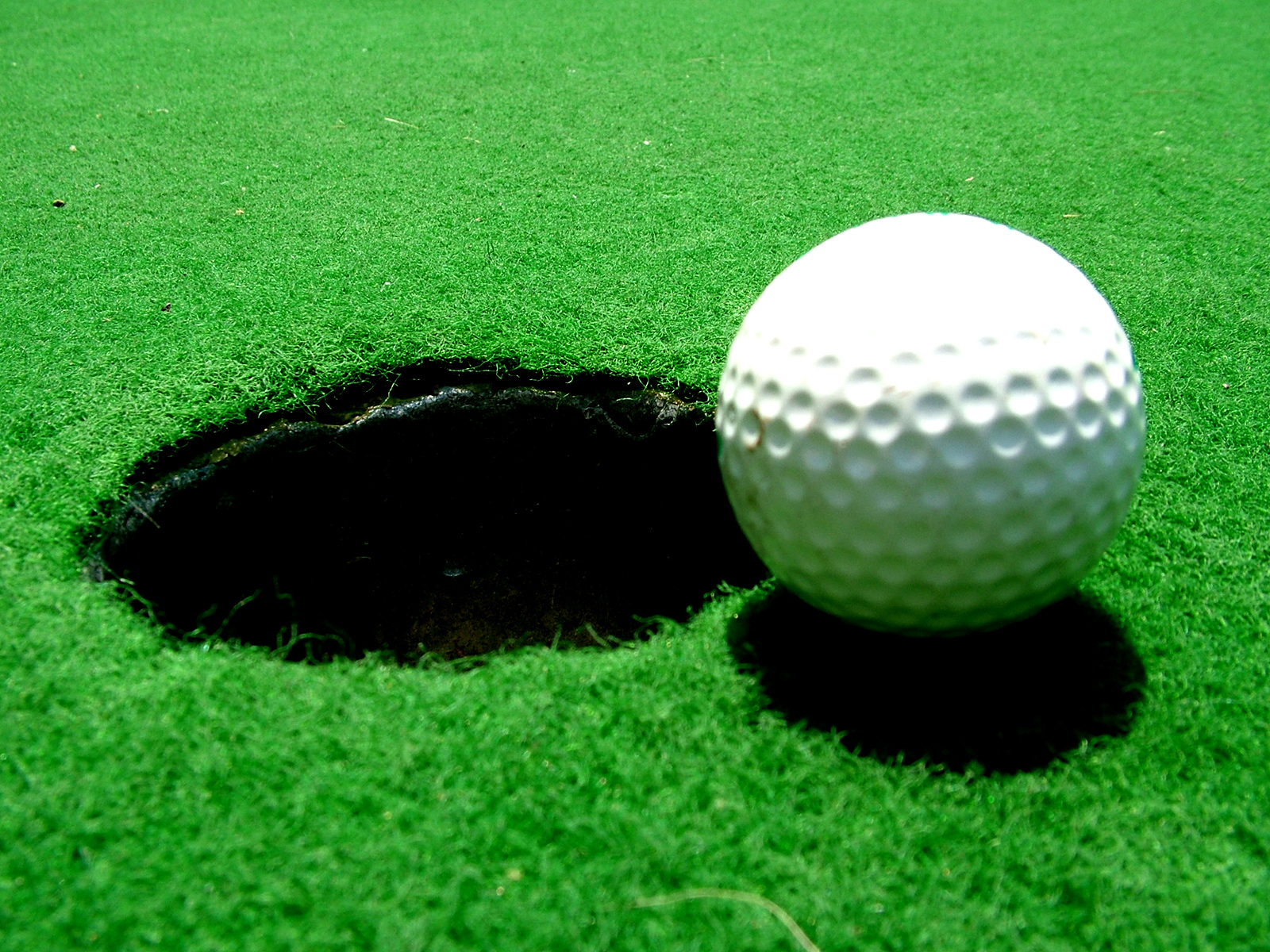
Een golfbal.

Een golfbal is een bal waarmee het golfspel wordt beoefend.
Volgens de regels mag een golfbal niet meer dan 45,93 gram wegen en de diameter mag niet kleiner zijn dan 4,267 cm.

## Geschiedenis
Tot het begin van de 17e eeuw gebruikte men houten ballen. De uitvinding van de featherie, een geverfde bal van leer, gevuld met ganzenveren, zorgde dat dit type bal bijna twee eeuwen lang de standaard bleef. Robert Adam Paterson vond in 1848 golfballen van guttapercha (gutties) uit, die goedkoper waren en bovendien een aerodynamischer oppervlak hadden.
In de 20e eeuw ontstonden er ballen met meerdere lagen, waardoor fabrikanten de eigenschappen van hun bal nog nauwkeuriger konden bepalen. De huidige generatie ballen bevat vaak een rubberen kern met daaromheen één of meerdere lagen synthetisch materiaal. De buitenkant van de bal (schil of cover) wordt van verschillende materialen gemaakt al naargelang de behoefte van de speler. Een hardere schaal zorgt voor minder spin dus meer richting, afstand, duurzaamheid, minder "gevoel" en een lagere prijs. Een zachtere schil zorgt voor meer spin, stuurbaarheid, minder afstand, snellere slijtage, meer gevoel en een hogere prijs. Golfballen zijn in vele kleuren leverbaar maar wit is nog steeds de meest gangbare kleur omdat deze op grote afstand het beste zichtbaar is. Iedere andere kleur absorbeert meer licht dan wit.
Het oppervlak van de bal is voorzien van ronde, ondiepe deukjes (de zogeheten dimples). Het aantal dimples in de bal en de vorm en de verdeling ervan beïnvloeden de luchtweerstand waardoor de ballistiek van de golfbal verandert. De algemene regel zegt dat ballen met veel kleine dimpels hoger vliegen dan ballen met weinig grote dimples. Het aantal dimples kan variëren van 300 tot 812 stuks. De spin van de bal zorgt voor stabiliteit, waardoor deze een nauwkeuriger baan volgt. Dat kan verklaard worden met de wet van behoud van impulsmoment, het zogenaamde gyroscopisch effect. De dimples zorgen samen met de spin voor het zogenaamde Magnus effect, dat gebruikt kan worden om de bal verder te laten vliegen of om hem juist te laten "duiken".